# Giuseppe Ferrandi
Giuseppe Ferrandi (Volta Mantovana, 20 luglio 1900 – 27 luglio 1955) è stato un partigiano e politico italiano, membro del Partito Socialista Italiano, viene eletto nella I legislatura della Repubblica Italiana.

## Biografia
Frequenta a Verona il liceo classico, laureandosi successivamente in giurisprudenza a Bologna all'età di ventun'anni.
Attivo nelle file del Partito Repubblicano, nel 1924 aderisce al Partito Socialista, divenendo collaboratore dell'Avanti!. Nel 1931, a causa delle persecuzioni fasciste si trasferisce da Bologna a Rovereto dove esercita la professione.
A seguito della firma dell'Armistizio nel 1943 entra nel direttivo del CLN trentino, partecipando attivamente al movimento di Resistenza. Arrestato nel giugno del 1944 dalle squadre repubblichine, sopravvissuto alla fucilazione dei suoi compagni delle Brigate Fiamme Verdi, viene processato nell'agosto dello stesso anno; condannato a morte, la pena viene commutata in sei anni di prigionia.
Al termine del conflitto, nel 1948, viene eletto alla Camera dei deputati con il Partito Socialista Italiano, poi nel 1953 al termine della I legislatura decide di allontanarsi dalla politica per dedicarsi all'attività di avvocato.
Muore il 27 luglio 1955, una settimana dopo aver compiuto 55 anni.